# Трансвааль-парк
Трансваа́ль-парк — спортивно-развлекательный комплекс, открытый в июне 2002 года на юго-западе Москвы в районе Ясенево на Голубинской улице. Был первым аквапарком, построенным в столице. 14 февраля 2004 года произошло обрушение крыши сооружения, погибло 28 человек. В 2013 году на этом месте был открыт новый аквапарк «Мореон», ставший частью нового одноимённого развлекательного комплекса.

## История строительства

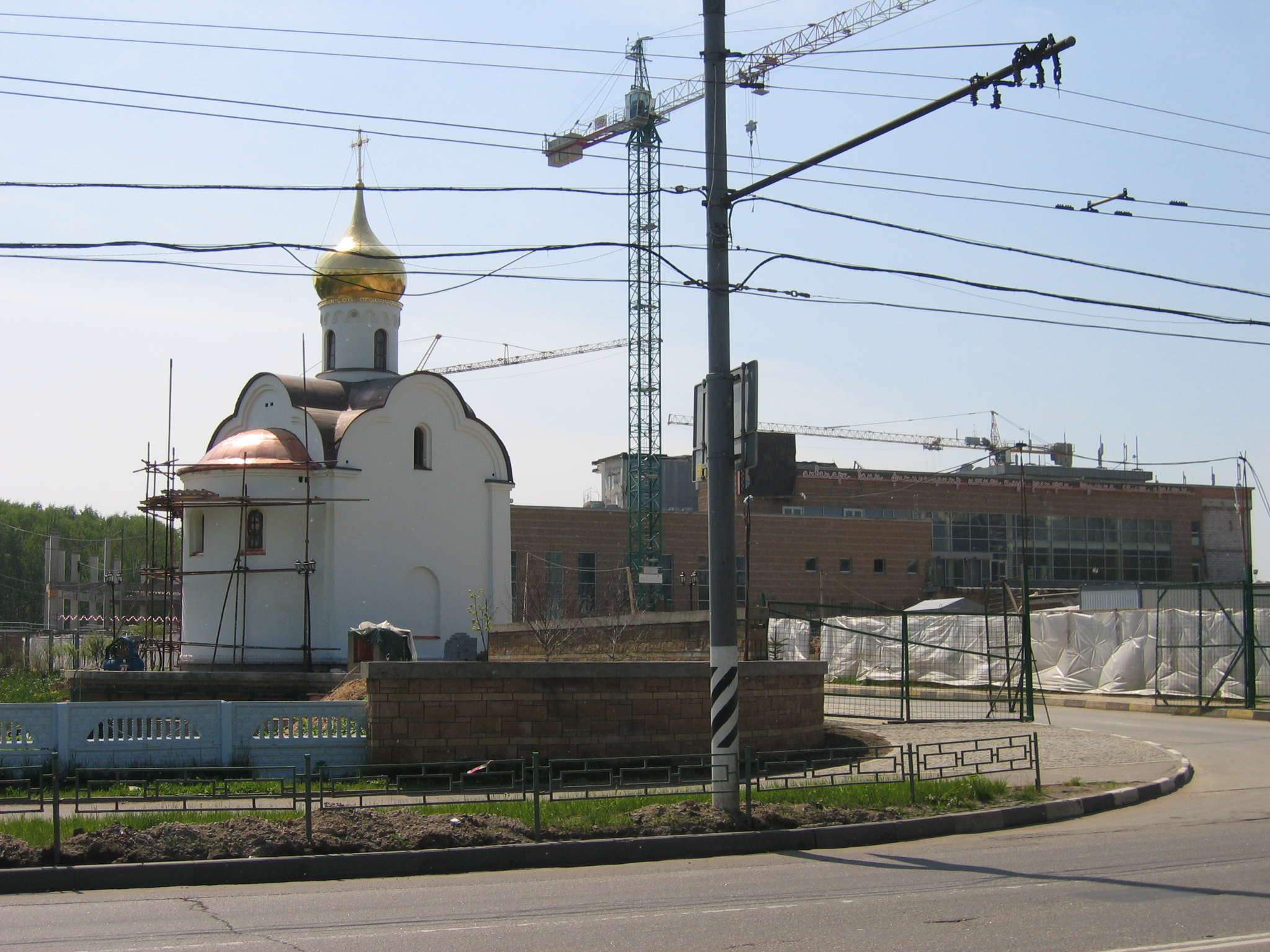
Бывший Трансвааль-парк с часовней в память о жертвах, 2007 год

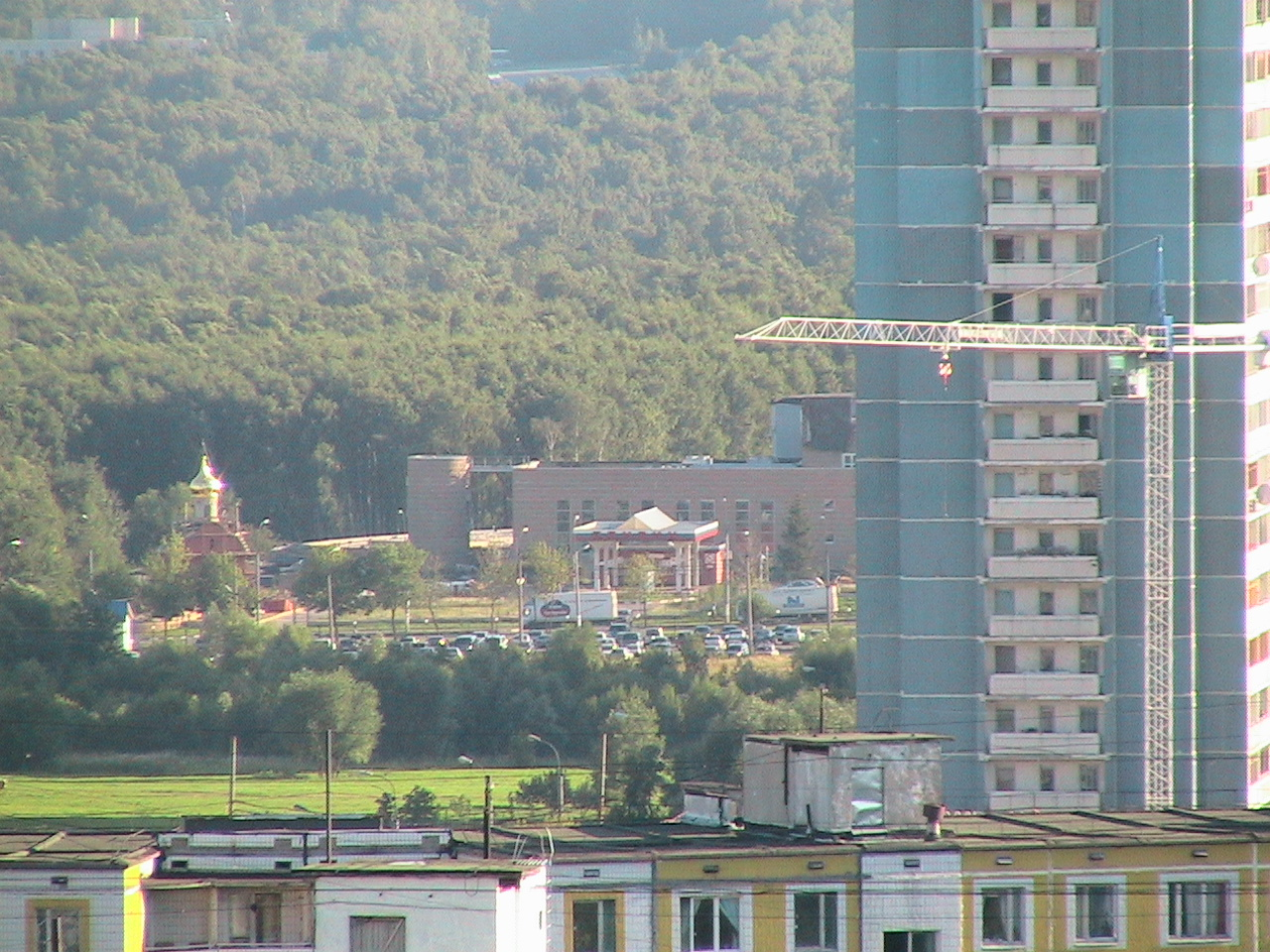
Вид на Трансвааль-парк, 2006 год

Проект «Трансвааль-парка» разрабатывался архитектурной мастерской «Сергей Киселёв и партнёры», архитектор — Нодар Канчели. Спортивно-развлекательный комплекс представлял собой многоуровневое пятиэтажное здание, имеющее в плане форму китового хвоста, общей площадью 20,2 тыс. м², из которых около 7 тыс. м² были «зоной водных развлечений». Заказчиком проекта выступила компания «Европейские технологии и сервис», привлекшая для строительства кредит Сбербанка в размере 17,3 млн долларов. Общая стоимость строительства оценивалась в 40 млн долларов.
Изначально планировалось привлечь европейских строителей, но из-за возникших трудностей с получением необходимых лицензий и отсутствием на тот момент в России необходимых ГОСТов, исполнителем стала турецкая компания «Кочак Иншаат Лимитед» (Koçak İnşaat Ltd), согласившаяся построить аквапарк, а также частично финансировать строительство (16 млн долларов).
Строительство комплекса началось в 2000 году, и уже через 19 месяцев в июне 2002 года «Трансвааль-парк» был введён в эксплуатацию. На момент постройки аквапарк стал крупнейшим в Европе и, помимо зоны водных аттракционов, включал спортивный бассейн, два отделения саун, боулинг с кафе-баром и бильярдной, ресторан, тренажёрный зал, салон красоты. Комплекс вмещал около 2000 человек.

## Обрушение
14 февраля 2004 года в 19:13 купол комплекса «Трансвааль-парк» обрушился. По некоторым оценкам, в момент аварии в аквапарке находилось до 1300 человек. 14 февраля 2004 года пришёлся на субботу, выходной день, тем более в этот день традиционно отмечается День святого Валентина (День всех влюблённых), что привлекло в аквапарк большое количество отдыхающих, особенно молодёжи.
Площадь обрушения составила примерно 5 тыс. м². Купол постройки упал на зону водных развлечений, не задев только бассейн для взрослых. В результате трагедии 28 человек (из них 8 детей) погибли, 12 получили тяжёлые увечья и 189 получили различные ранения. В обрушении крыши аквапарка обвинили Нодара Канчели. Позднее, 23 февраля 2006 года в 09:30 утра рухнула кровля Басманного рынка, тоже сконструированная Канчели (трагедия тогда унесла жизни 66 человек).

## Причины обрушения
Официальной причиной катастрофы в «Трансвааль-парке» была названа ошибка проектирования. Среди прочих версий обрушения конструкции аквапарка также рассматривались версии взрыва, неблагоприятные геологические условия или использование некачественных материалов.
Расследование осложнялось тем, что ни одно юридическое лицо долгое время формально не признавалось в том, что является владельцем парка.
Расследование длилось около 20 месяцев, в результате чего к уголовной ответственности были привлечены главный конструктор Нодар Канчели и начальник Московской государственной вневедомственной экспертизы Анатолий Воронин. В 2006 году они были освобождены. Канчели был амнистирован по его ходатайству в честь 100-летия Госдумы. 30 августа 2006 года в отношении Воронина было прекращено уголовное преследование ввиду отсутствия состава преступления. Представители потерпевших пробовали обжаловать решение суда об амнистии Канчели и прекращении дела в отношении Воронина, но Замоскворецкий суд Москвы оставил в силе решение прокуратуры.
В 2005 году, в годовщину трагедии, у стен «Трансвааль-парка» был установлен памятный камень с фамилиями погибших.
13 февраля 2008 года пострадавшие в результате аварии и родственники погибших подали жалобу в Европейский суд по правам человека с требованиями признать, что Российская Федерация допустила нарушения, и обязать её выплатить справедливую компенсацию потерпевшим.
В 2013 году на месте аквапарка был открыт многофункциональный оздоровительный комплекс «Мореон», на территории которого работает часовня в память о трагедии.

## Документальные фильмы
- «Спасатели. Экстренный вызов» — "Обрушение в Трансвааль–парке" (2004)

- «Намедни» — "Обрушение Трансвааль-парка" (2004)

- «Победившие смерть» — "Трансвааль – потерянный рай" (2007)

- «Роковой день» — "Трансвааль – потерянный рай" (2009)

- «Истории спасения» — "Рухнувший рай" (2013)